# Alexander Hegiuslezing
De Alexander Hegiuslezing was tussen 1989 en 1998 een lezing die jaarlijks werd gehouden door een Nederlands intellectueel over een cultureel onderwerp. De lezing werd georganiseerd door het Alexander Hegius Lyceum in Deventer voor leerlingen van en betrokkenen bij dit college. Dit college en de lezing waren vernoemd naar de Duitse humanist Alexander Hegius die van 1483-1498 rector was van de Latijnse school in Deventer. De lezingen werden - met uitzondering van de eerste lezing door Lou de Jong (uitgever: Wolters Kluwer Rechtswetenschappen) - uitgegeven door Langhout & De Vries (Raalte/Heerde). In de publicatie is doorgaans naast de integrale tekst van de lezing ook een gedegen tekst opgenomen over de geschiedenis van het Deventer onderwijs. In 1998, het laatste jaar van de Alexander Hegiuslezing, werden er ter gelegenheid van het 500e jaar na Hegius' overlijden twee voordrachten gehouden. 
Het Alexander Hegius College is in 2000 samengegaan met twee andere instellingen: het Revius en het Geert Groote College. De resulterende instelling voor voortgezet onderwijs was het Etty Hillesum Lyceum dat met ingang van 2000, in samenwerking met een aantal andere instellingen, de traditie van een jaarlijkse lezing heeft voortgezet onder de naam Etty Hillesumlezing.

## Volledige lijst met Alexander Hegiuslezingen 1989-1998
- 1989 - Lou de Jong - De actualiteit van de Tweede Wereldoorlog
- 1990 - Johanna Maria van Winter - Communicatie uit middeleeuws perspectief
- 1991 - Karel van het Reve - Waarom Russisch leren?
- 1992 - Ben Knapen - De Daffodil en het kosmopolitisch mankement van Nederland
- 1993 - Herman Pleij - De toekomst van de middeleeuwen
- 1994 - Heleen Dupuis - Heeft de eed van Hippocrates nog betekenis voor de 21e eeuw
- 1995 - Wouter van Dieren - De profijtonomie heeft de economie overgenomen
- 1996 - Frank Bovenkerk - Droogleggen en gedogen
- 1997 - Kees Schuyt - De toekomst van de humanitaire gedachte. Universele waarden en persoonlijke weerbaarheid
- 1998 - Kees Fens - Studeren op stro
- 1998 - Herman Pleij - En wat is de moraal? Over de noodzaak van vertellen en onthouden in het moderne onderwĳs